# Thamnophilus punctatus
Thamnophilus punctatus là một loài chim trong họ Thamnophilidae.